# Herb miasta Québec
Herb Québecu – obok flagi, logotypu i dewizy, jeden z głównych symboli miasta Québec.
Herb został nadany 22 września 1988 roku przez gubernator generalną Jeanne Sauvé.
Na błękitnej tarczy francuskiej znajduje się złoty trzymasztowiec pod pełnym ożaglowaniem na trzech srebrnych falach. Obwiedziona złoto czerwona głowica mieści dwa skrzyżowane złote klucze, na których umieszczono zielony liść klonowy. Tarczę wieńczy srebrna corona muralis o siedmiu blankach, zaś pod tarczą znajduje się złota wstęga z dewizą w języku francuskim: „DON • DE • DIEU • FERAY • VALOIR” (Dar Boży dobrze wykorzystam).
Statek symbolizuje Honfleur, żaglowiec założyciela fortu Québec Samuela de Champlain. Odnosi się również do morskich tradycki miasta. Dwa klucze symbolicznie nawiązują do Québecu jako kolonialnej stolicy Nowej Francji i Dolnej Kanady, jak również stolicy kanadyjskiej prowincji Quebec. Liść klonu również odnosi się do przynależności do Kanady, natomiast corona muralis wskazuje na to, że Québec jest miastem ufortyfikowanym. Dewiza nawiązuje do wiary chrześcijańskiej.